# Понтийский язык

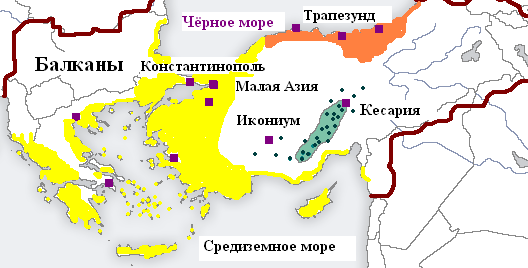
Распространение греческого языка в поздневизантийский период XII—XV веков. Желтым цветом изображено поздневизантийское койне — будущая основа новогреческого языка, оранжевым — понтийский язык, зеленым — каппадокийский язык внутренних районов Малой Азии

Понти́йский язы́к (также понтийский греческий, понтийский диалект, ромейка; греч. Ρωμαίικον γλώσσαν, Ποντιακή διάλεκτος, Ποντιακή γλώσσα) — наименование нескольких групп наречий, на которых говорит греческое и эллинизированное население южного побережья Чёрного моря (греки-понтийцы) в Малой Азии (в особенности исторической области Понт) в Средние века и Новое время. В зависимости от подхода рассматривается либо как диалект греческого языка, либо как отдельный язык греческой группы. Общее число носителей — по разным оценкам от около 320 тыс. до 1 780 тыс.; постоянно сокращается из-за ассимиляционных процессов. Язык не имеет официального статуса.

## История
Битва при Манцикерте (1071) привела к постепенной утрате контроля Византии над Малой Азией. В этот период начал обособляться каппадокийский язык. Город Трапезунд остался анклавом Византии, а в 1204—1461 годах являлся центром Трапезундской империи, постепенно теряющей остатки территории под натиском тюрок. Ареал понтийского языка в целом совпадает с территорией Трапезундской империи XIII—XIV веков. Тем не менее, местное греческое и эллинизированное население было менее ассимилировано. Так возник понтийский язык.
Его позиции пошатнулись после Греко-турецкого обмена населением 1922—1923 годов. Значительное число носителей понтийского языка оказалось в СССР, где многие перешли на русский язык. После массовой репатриации греков-понтийцев в Грецию в начале 1990-х годов делаются попытки его возрождения там. Так в 2006 году в Салониках был открыт театр понтийского языка.

## Характеристика
Понтийский язык, как и близкородственный ему, но ещё более отуреченный каппадокийский греческий язык — своего рода остаточный окончательно обособившийся диалект среднегреческого (византийского) языка Малой Азии, не испытавший влияния современной димотики, а потому довольно архаичный. Лексика и фонетика понтийского языка во многом сохраняют ранневизантийские и даже классические античные черты времён древнегреческой колонизации и древнегреческого койне, при этом морфология близка среднегреческой. Архаизмы понтийского, как и каппадокийского, имеют в основном древнедорийские и эолиские элементы происхождение. Иноязычные влияния заметны, в отличие от новогреческого они носят преимущественно азиатский характер. При этом они менее заметны чем в соседнем каппадокийском идиоме, где тюркизация привела к слому грамматического строя языка.

## Диалекты
Греческий языковед Манолис Триандафиллидис предлагает следующую диалектную классификацию для понтийского языка:
- Западно-понтийские диалекты (ниотические диалекты) на участке Синоп — Унье.
- Восточно-понтийские диалекты к востоку от Унье, которые в свою очередь подразделяются на:
  - Прибрежные в районе Трабзона,
  - Континентальные группы говоров (халдиотские) в местности Халдия (города Гюмюшхане, греч. Аргируполис или понтийск. Канин), а также соседние Келькит, Байбурт, Орду.

Континентальные разновидности являются наиболее тюркизированными, в них также заметно сильное субстратное и адстратное влияние других языков, но именно они до сих пор сохраняются в сельской местности горных регионов Турции.
До начала XIV века ареал понтийского языка носил сплошной характер, охватывая всё южное побережье Чёрного моря и сливаясь на западе с собственно византийским языком, из которого сложился новогреческий язык. Постепенная тюркизация носителей в Османской империи, а затем и Турции привела к распаду ареала на несколько изолированных населённых пунктов. В настоящее время самыми многочисленными являются носители халдиотского говора.
Халдиотский говор обнаруживает сильное турецкое влияние на всех уровнях вплоть до сингармонизма (Мирабель, 1965). Он во многом напоминает уже вымерший фарасиотский диалект каппадокийского греческого языка Малой Азии (город Фараса, деревня Девели рядом с Кайсери, селения Афшар-Кёю, Чукури).

## Современная оценка числа носителей
- Греция: с понтийским языком знакомы до 200 тысяч граждан Греции (2001, оценка). Родной язык лишь для нескольких сотен человек старше 80 лет. Основная масса греко-понтийских переселенцев из стран СНГ русифицированы. Молодые поколения понтийских переселенцев 1920-х — 1930-х годов перешли на стандартный новогреческий язык, хотя многие знакомы с понтийским по речи старших поколений. В основном это греки из следующих регионов: Македония и Западная Фракия.
- Турция: от 4000 (данные 1965 года) до 5000[4] носителей. Почти все они имеют турецкое самосознание и в значительной степени ассимилированы.

Населённые пункты:
- - округ Тонья: (17 деревень)
  - округ Сюрмене: (6 деревень)
  - округ Дернекпазары: (13 деревень)
  - Мачка: данные отсутствуют
  - Торул, Яглыдере, Санта (Думанлы), Кромни: данные отсутствуют

Некоторое количество понтийцев проживают в России, странах СНГ и в странах Запада, в том числе в США и Австралии. В настоящее время большинство из них перешло на язык окружающего большинства (в странах СНГ — на русский язык). Также немалое количество понтийских греков проживает компактно в Ставропольском и Краснодарском краях. Примерная численность от 100 тысяч человек.